# RBU-1000
Beim RBU-1000 (russisch Реактивная бомбомётная установка, Reaktiwnaja bombometnaja ustonowka) handelt es sich um einen sowjetischen Wasserbombenwerfer. Das Waffensystem ähnelt entfernt dem britischen Hedgehog-Werfersystem aus dem Zweiten Weltkrieg.

## Beschreibung
Das Waffensystem wurde gleichzeitig mit dem RBU-6000 entwickelt. Im Gegensatz zu diesem hat es eine kürzere Reichweite, aber ein größeres Kaliber. Die verwendeten Geschosse haben eine wesentlich höhere Sprengkraft als die im RBU-6000 verwendeten. Viele sowjetische und russische Kriegsschiffsklassen verwenden beide Werfertypen.
Beim RBU-1000 sind sechs Werferrohre im Kaliber 300 mm kreisförmig angebracht. Verschossen werden ungelenkte RGB-10-Wasserbomben. Üblicherweise werden diese in automatischen Salven je 1, 2, 4 oder 6 Geschossen mit einer Sekunde Abstand je Geschoss abgefeuert. Das Nachladen erfolgt automatisch aus einem Munitionslager, welches sich üblicherweise unter dem Deck direkt unter dem Werfer befindet. 
Gesteuert wird das System analog zum RBU-6000 von einem Feuerleitsystem PUS-B „Burja“ („Буря“, deutsch: „Sturm“). Das gesamte Waffensystem wird im Russischen auch als „Smertsch-3“ („Смерч-3“, deutsch: „Tornado-3“) bezeichnet.

## Technische Daten

### Raketenwerfer
- Gewicht: 1800 kg (leer)
- Länge: 2,165 m
- Höhe: 2 m
- Breite: 2,03 m
- Höhenrichtbereich (in Grad): −15° bis +65°
- Seitenrichtbereich (in Grad): 180°

### RGB-10
- Gewicht: 195 kg
- Gefechtskopf: 97 kg
- Durchmesser: 0,3 m
- Länge: 1,8 m
- Reichweite: 100 m bis 1000 m
- Tiefe: 10 bis 450 m
- Sinkgeschwindigkeit: 11,8 m/s

## Schiffe
Folgende Schiffsklassen sind bzw. waren mit dem RBU-1000-Werfersystem ausgestattet:
- 956 Sowremenny-Klasse
- 1134A Kresta-II-Klasse
- 1134B Kara-Klasse
- 1144 Kirow-Klasse

## Andere sowjetische Wasserbombenwerfer
- RBU-1200
- RBU-2500
- RBU-6000
- RBU-12000